# Очікування (фільм, 1981)
«Очікування» — радянський дитячий двосерійний телевізійний фільм, знятий у 1981 році режисером Радомиром Василевським на Одеській кіностудії за однойменною повістю дитячого письменника і кіносценариста Радія Погодіна.

## Сюжет
Капітан теплохода на борту свого корабля зустрічається з другом дитинства. Вони згадують спільні ігри, перше почуття до дівчинки, що жила по сусідству, все веселе і сумне, що в кінцевому підсумку освітило добрим світлом давно минулі роки. Важливими темами фільму, крім першої дитячої любові, також є дослідження взаємовідносин між поколіннями дідів, батьків і дітей, і зв'язок цих взаємин зі справжнім патріотизмом, заснований на історичній спадкоємністі справ, на відповідальності за свої вчинки.

## У ролях
- Лариса Пашкова —  Ольга
- Віктор Лазарев —  дід Власенко  (озвучував  Лев Дуров)
- Лідія Вележева —  Варька-«Скорпена»
- В'ячеслав Хованов —  Славка (Слава в дитинстві)
- Олександр Савостьянов —  Слава
- Вадим Кузнецов —  Васька (Вася в дитинстві)
- Олександр Алексєєв —  Вася
- Наталія Лісовицька —  Нінка
- Валерій Шушкевич —  батько Славки
- Марія Стернікова —  мати Славки
- Валерій Носик —  батько Варьки
- Валентина Тализіна —  Стана Матвіївна
- Антоніна Кончакова —  бабця Марія
- Олена Папанова —  Ксанка
- Тетяна Захарова —  Галина
- Олена Наумкіна — Тоня

## Знімальна група
- Автор сценарію:  Радій Погодін
- Режисер-постановник:  Радомир Василевський
- Оператор-постановник:  Віктор Березовський
- Художник-постановник: Володимир Єфімов
- Композитор:  Ілля Катаєв
- Тексти пісень:  Михайла Таніча
- Звукооператор: Анатолій Подлєсний
- Режисер: Лариса Ларіонова
- Оператор: Олександр Чубаров
- Художник по костюмах: Тетяна Піддубна
- Художник по гриму: В'ячеслав Лаферов
- Режисери монтажу: Ірина Блогерман, Вікторія Монятовська
- Комбіновані зйомки: оператор — Всеволод Шлемов, художник — Е. Єлісаветська
- Симфонічний оркестр Держкіно СРСР, диригент — В.М. Васильєв
- Редактор: Е. Демченко
- Директор картини: Джеміля Панібрат